# 2009년 미국·러시아 정상회담
2009년 7월 6일부터 7월 8일까지 모스크바에서 열린 미국·러시아 정상회담이다.
이 정상회담에는 미국의 대통령인 버락 오바마와 러시아의 대통령인 드미트리 메드베데프가 참석했다.
이에 앞서 2009년 5월 11일에는 크렘린 궁이 자체 웹사이트를 통하여 2009년 7월 6일부터 7월 8일까지 미국·러시아 정상회담을 가질 것이라 밝혔다.
이 웹사이트에서는 오바마 대통령은 드미트리 메드베데프 러시아 대통령과 회담에서 오는 12월 시한이 만료되는 전략무기감축협정(START-1) 후속 협정, 동유럽 미사일 방어(MD), 아프가니스탄과 파키스탄 문제, 이란과 조선민주주의인민공화국 핵 프로그램, 경제 위기 극복 협력 등 다양한 현안에 대해 협의할 예정이라고 밝힌 바가 있었다.
백악관은 이번 회담에서 양국은 양국 간 상호 위협과 안보 도전을 해소하고 민간과 경제 관계를 확대하는 기회를 마련하게 될 것이라고 밝혔다.

## 협의된 주요 내용
- 핵탄두 감축(7년 안에 미국·러시아 각각 1,500개~1,675개로 감축) → 전략무기감축협정을 위한 양해각서 초안에 서명(2009년 7월 6일<현지 시각>).
- 미국의 군사장비 · 병력이 러시아 국토를 통과해 아프가니스탄에 지원할 수 있도록 합의.[2]